# Frits Flinkevleugel
Frits Flinkevleugel (Amsterdam, 3 november 1939 – 10 april 2020) was een Nederlands voetballer die uitkwam voor DWS en FC Amsterdam. Hij speelde elf interlands voor het Nederlands elftal.

## Carrière
Flinkevleugel groeide op in hartje Amsterdam en voetbalde vanaf zijn achtste voor DWS. Op 16-jarige leeftijd maakte hij zijn debuut in het eerste elftal van de vereniging. De rechtervleugelverdediger maakte in 1961 zijn debuut voor Jong Oranje. In 1963 werd hij met DWS kampioen van de Eerste divisie, een jaar later landskampioen en in het seizoen 1964/1965 reikte hij met zijn ploeg tot de kwartfinale van de Europacup I. Op 9 december 1964 werd hij onder bondscoach Denis Neville voor het eerst geselecteerd voor het Nederlands elftal. De thuiswedstrijd tegen Engeland eindigde in 1-1.
Tussen 1964 en 1967 was Flinkevleugel een vaste keuze in Oranje en speelde hij elf interlands. Onder trainer Georg Kessler verloor hij echter zijn positie aan Wim Suurbier. Voor DWS bleef hij een vaste waarde. Na de fusie in 1972 van DWS, Blauw-Wit en De Volewijckers in FC Amsterdam, kwam Flinkevleugel nog enkele jaren uit voor deze ploeg. In het seizoen 1974-1975 kwam hij met FC Amsterdam uit in de UEFA Cup. In 1977 besloot hij mede vanwege een aantal hardnekkige blessures zijn actieve voetballoopbaan te beëindigen. Hij kwam nog wel uit voor het team van oud-internationals en in het zaalvoetbal.
Flinkevleugel had naast zijn carrière als voetballer een sigarenzaak in de Kinkerstraat. Hij had ook een slijterij in de Spaarndammerstraat.
Hij overleed in 2020 op 80-jarige leeftijd aan de gevolgen van een besmetting met SARS-CoV-2.

## Zie ook

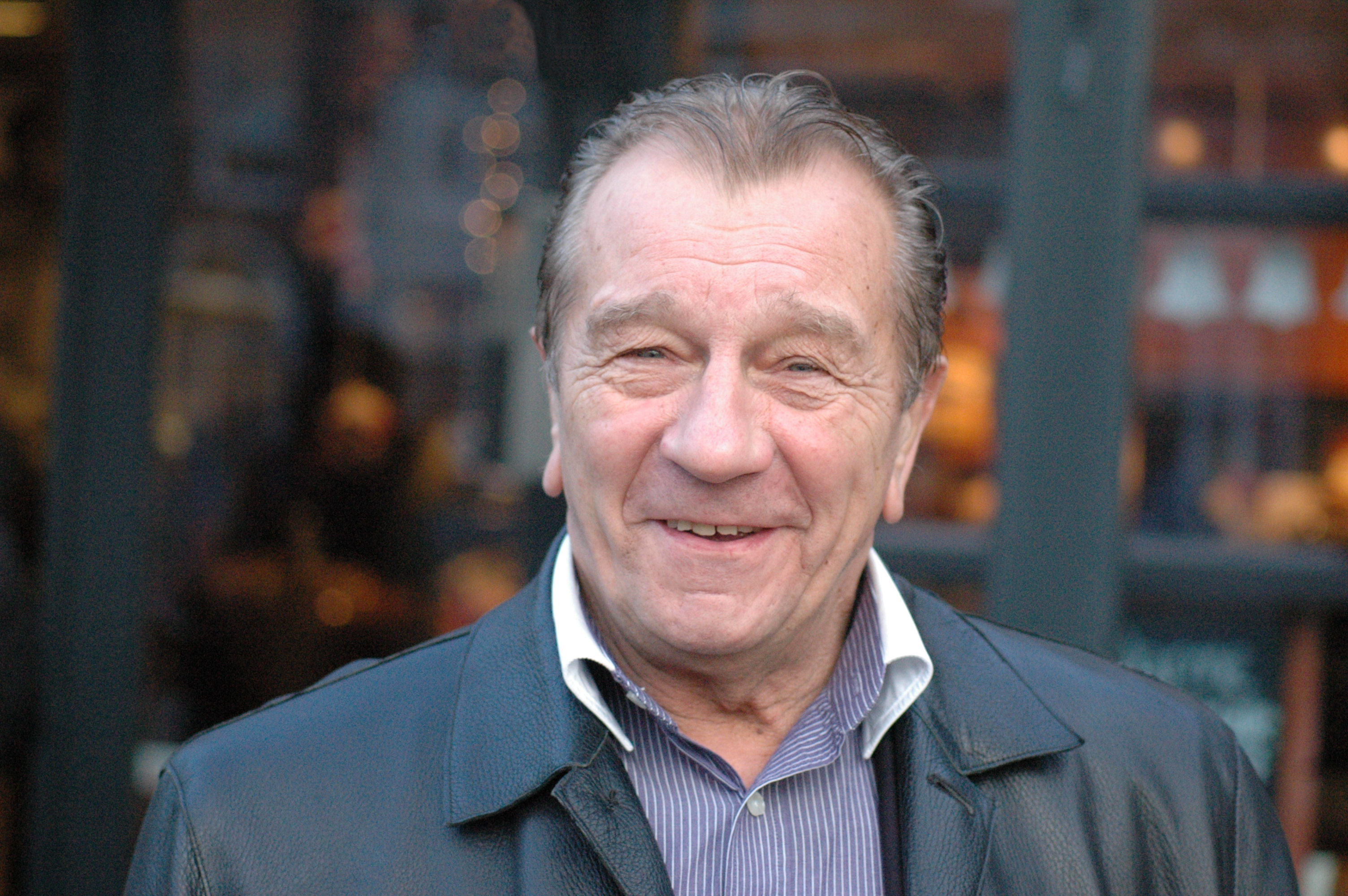
Frits Flinkevleugel in 2009